# Sockel 2011-3
Der Sockel 2011-3, auch als LGA 2011-v3 oder Sockel R3 bezeichnet, ist ein Prozessorsockel von Intel, der mit dem Chipsatz Intel X99 oder Intel C612 zusammenarbeitet. Er wurde am 29. August 2014 offiziell auf den Markt gebracht und stellt dabei die Grundlage für die Haswell-E-Prozessoren dar.
Beim Sockel 2011-3 handelt es sich um den Nachfolger des Sockel 2011 für den High-End-Desktop- und Server-Bereich, der, trotz der ähnlichen Benennung, mechanisch und elektrisch inkompatibel ist. Der neue Sockel wurde aufgrund der Architekturänderungen der Haswell-E-Prozessoren gegenüber den Sandy-Bridge-E- und Ivy-Bridge-E-Modellen notwendig. So benötigen die meisten Haswell-E-Prozessoren DDR4-Arbeitsspeicher und verfügen über integrierte Spannungswandler. Der Arbeitsspeicher kann im Quadchannel-Betrieb betrieben werden. Wie der Vorgänger verfügt der Sockel 2011-3 standardmäßig über 2011 Kontakte, sogenannten „protruding pins“, deren Anzahl aber nun von den Mainboardherstellern eigenständig auf bis zu 2084 Pins erhöht werden kann. Dadurch sollen höhere Spannungen am Prozessor angelegt werden können.
Eine Besonderheit der Sockel 2011-3 Mainboards ist die gute Verfügbarkeit der M.2 Steckplatzkarten-Schnittstelle bis 32Gb/s, vereinzelt auch für Intel Sockel 1150 Mainboards erhältlich, hiermit lassen sich schnelle SSD anschließen, die unlimitiert den PCIe 3.0 Bus des Mainboards voll ausnutzen. Erst mit dem Sockel 1151 wurden M.2-Schnittstellen üblich.
Am 19. Juni 2017 wurde durch die Einführung des weiterentwickelten Sockels 2066 der Sockel 2011-3 abgelöst.